# بازگشت بزندگی (فیلم ۱۳۳۶)
بازگشت به زندگی فیلمی به کارگردانی و نویسندگی عطاءالله زاهد محصول سال ۱۳۳۶ است.

## خلاصه داستان
«محسن»، در اوج یک بیماری ناشناخته به نظر می‌رسد که درگذشته است؛ به همین جهت در تابوتی گذاشته و به قبرستان می‌فرستند.

## بازیگران
- ناصر ملک‌مطیعی
- مهین معاون‌زاده
- حیدر صارمی
- عباس مصدق
- رضا کریمی
- هوشنگ بهشتی